# Takaji Mori
Takaji Mori (24. november 1943 - 17. juli 2011) var en japansk fodboldspiller.

## Japans fodboldlandshold
| Japans landshold | Japans landshold | Japans landshold |
| År               | Kmp              | Mål              |
| ---------------- | ---------------- | ---------------- |
| 1966             | 4                | 0                |
| 1967             | 5                | 1                |
| 1968             | 4                | 0                |
| 1969             | 4                | 0                |
| 1970             | 13               | 0                |
| 1971             | 3                | 0                |
| 1972             | 8                | 0                |
| 1973             | 1                | 1                |
| 1974             | 1                | 0                |
| 1975             | 9                | 0                |
| 1976             | 4                | 0                |
| Total            | 56               | 2                |